# Bridgton (Maine)
Bridgton es un pueblo ubicado en el condado de Cumberland en el estado estadounidense de Maine. En el Censo de 2010 tenía una población de 5.210 habitantes y una densidad poblacional de 31,31 personas por km².

## Geografía
Bridgton se encuentra ubicado en las coordenadas 44°2′47″N 70°43′42″O / 44.04639, -70.72833. Según la Oficina del Censo de los Estados Unidos, Bridgton tiene una superficie total de 166.38 km², de la cual 147.09 km² corresponden a tierra firme y (11.6%) 19.29 km² es agua.

## Demografía
Según el censo de 2010, había 5.210 personas residiendo en Bridgton. La densidad de población era de 31,31 hab./km². De los 5.210 habitantes, Bridgton estaba compuesto por el 96.58% blancos, el 0.73% eran afroamericanos, el 0.42% eran amerindios, el 0.35% eran asiáticos, el 0.04% eran isleños del Pacífico, el 0.19% eran de otras razas y el 1.69% pertenecían a dos o más razas. Del total de la población el 1.21% eran hispanos o latinos de cualquier raza.